# Rudolf Weil
Rudolf Weil (* 14. Mai 1848 in Frankfurt am Main; † 7. November 1914 in Berlin) war ein deutscher Bibliothekar und Numismatiker.
Er studierte in Göttingen und Berlin Klassische Philologie und Klassische Archäologie und wurde 1872 an der Universität Berlin bei Ernst Curtius promoviert. 1874 bis 1876 erhielt er das Reisestipendium des Deutschen Archäologischen Instituts und nahm an den deutschen Ausgrabungen in Olympia teil. 1878/79 war er als stellvertretender Assistent am Antiquarium in Berlin angestellt. 1879 trat er in den Dienst der Königlichen Bibliothek zu Berlin als Assistent ein, 1887 wurde er Hilfskustos, 1890 Kustos und 1896 Oberbibliothekar. 1906 wurde ihm der Titel Professor verliehen. 1909 trat er in den Ruhestand.
Wissenschaftlich war er auf dem Gebiet der griechischen Numismatik tätig.

## Veröffentlichungen (Auswahl)
- De amphictionum delphicorum suffragiis. Berlin 1872 (Dissertation).
- Das Münzwesen des achaeischen Bundes. In: Zeitschrift für Numismatik 9, 1882, S. 199–272 (Digitalisat).
- Die Künstlerinschriften der sicilischen Münzen (= Programm zum Winckelmannsfeste der Archäologischen Gesellschaft zu Berlin 44). Berlin 1884 (Digitalisat).
- (Hrsg.): Julius Friedländer: Repertorium zur antiken Numismatik, im Anschluss an Mionnet's Description des medailles antiques. Aus seinem Nachlass hrsg. von Rudolf Weil, Berlin 1885
- Studien auf dem Gebiete des antiken Münzenrechts, Berlin 1893.
- Zur Geschichte des Studiums der Numismatik. In: Zeitschrift für Numismatik 19, 1895, S. 245–262 (Digitalisat).